# 中村明美 (女優)
中村 明美（なかむら あけみ、1958年〈昭和33年〉7月19日 - ）は、日本の元女優。本名は同じ。
富山県出身。早稲田大学教育学部英語英文科卒業。富士企画新社に所属していた。

## 来歴・人物
小学4年時に上京し、東京都立戸山高等学校から早大に進学。早大在学中の1978年、『11PM』（日本テレビ）の火曜・木曜カバーガールとして、「清水美子」の芸名でテレビ初出演。1980年、仲代達矢が主宰する無名塾の新人女優に応募し合格する。1981年、NHK連続テレビ小説「まんさくの花」のヒロインでデビュー。1983年「こんにちわハーネス」で映画に初主演した。その後はテレビドラマなどで活躍した。
一般社団法人映像コンテンツ権利処理機構においては不明権利者とされている。

## 出演作品

### テレビドラマ
- 連続テレビ小説 / まんさくの花（1981年、NHK） - 中里祐子 ※ナレーション兼任
- われら動物家族（1981年、TBS） - 藤堂典子
- 時代劇スペシャル / 地獄の掟（1982年、CX）
- 土曜ドラマ / 私の父の反乱（1982年、NHK）
- 東芝日曜劇場 第1383回「夫婦の行進曲」（1983年、HBC）
- 暴れん坊将軍II（ANB） 
  - 第80話「黒髪の刺客 吉宗を狙え!」（1984年） - おふゆ
  - 第120話「危機一髪! 美しき囮」（1985年） - お夕
- 水戸黄門（TBS） 
  - 第14部 第35話「陰謀暴いた鳴門の渦潮 -淡路島-」（1984年） - 綾
  - 第15部 第4話「悪計暴いた身代り花嫁 -大洲-」（1985年） - おみつ
- 木曜ゴールデンドラマ / 母と娘・その愛と憎しみ（1984年、YTV）
- 火曜サスペンス劇場（YTV）
  - 息子よ! 女囚逃亡の果て（1984年）
  - 小京都ミステリー1（1989年） - 冬木百合
- 銀河テレビ小説 （NHK）
  - 季節はずれの蜃気楼（1985年）
  - まんが道（1986年）
- 長七郎江戸日記 第55話「春のつむじ風」（1985年、NTV）
- 影の軍団IV 第25話「幻の少女・私を殺さないで」（1985年、KTV）
- 特捜最前線（ANB / 東映）
  - 第410話「愛子・運河の街の女!」（1985年）
  - 第484話「二重記憶喪失の女・青い鳥、堕ちた!」（1986年） - 望月恵美子
- 太陽にほえろ! 第652話「相続ゲーム」（1985年、NTV） - 北原しほ
- 嫁姑・陣取り合戦（1985年、THK）
- 誇りの報酬 第30話「濡れた舗道に咲いたバラ」（1986年、NTV / 東宝） - 高見祥子
- 必殺仕事人V旋風編 第2話「りつ、ハウスマヌカンになる」（1986年、ABC）
- ベイシティ刑事 第8話「想い出は危険がいっぱい」（1987年、ANB）
- 妻そして女シリーズ（MBS）
  - お駒さん（1987年）
  - 悪霊（1989年）
- 名奉行 遠山の金さん 第1シリーズ 第13話「消えた美女たち」（1988年、ANB） - おゆき
- 三匹が斬る! 第1シリーズ 第16話「二人妻 討つか討たぬか 蒸発侍」（1988年、ANB）
- 乱歩賞作家サスペンス / ころす・の・よ（1988年、CX）
- 現代恐怖サスペンス / 選ばれた女（1988年、KTV）
- 京都サスペンス / 灯籠踊りのアリバイ（1988年、KTV）

### ラジオドラマ
- 夏が来れば思い出す（1986年8月16日、NHK） - イチ子

### 舞台
- 若草物語（1985年）

### 映画
- こんにちはハーネス（1983年）